# Ivanychi (huyện)
Huyện Ivanychi (tiếng Ukraina: Іваничівський район, chuyển tự: Ivanychis’kyi raion) là một huyện của tỉnh Volyn thuộc Ukraina. Huyện Ivanychi có diện tích 645 km², dân số theo điều tra dân số ngày 5 tháng 12 năm 2001 là 36050 người với mật độ 56 người/km2. Trung tâm huyện nằm ở Ivanychi.